# FC WIT Georgia
El FC WIT Georgia (en georgiano: ვიტ ჯორჯია თბილისი) es un club de fútbol de Georgia, con sede en Tiflis. El club está patrocinado por WIT Georgia Ltd, (filial de la compañía estadounidense WIT, Inc.). En 2004 el FC WIT Georgia ganó la Liga de Georgia, clasificándose para una de las fases previas de la UEFA Champions League. Actualmente compite en la Segunda División de Georgia.

## Historia
- 1968: Fundado como Morkinali Tbilisi.
- 1992: Renombrado como FC Morkinali Tbilisi.
- 1998: Renombrado como FC WIT Georgia Tbilisi.

## Palmarés

### Torneos nacionales
- Umaglesi Liga: 2004, 2009
- Copa de Georgia: 2009/10
- Supercopa de Georgia: 2009

## Participación en competiciones de la UEFA
| Temporada | Torneo                | Ronda            | Club               | Casa | Visita | Global  |
| --------- | --------------------- | ---------------- | ------------------ | ---- | ------ | ------- |
| 2000–01   | UEFA Cup              | Clasificatoria   | Beitar Jerusalem   | 0–3  | 1–1    | 1-4     |
| 2001      | UEFA Intertoto Cup    | 1                | SV Ried            | 1–0  | 1–2    | 2-2 (a) |
| 2001      | UEFA Intertoto Cup    | 2                | Troyes             | 1–1  | 0–6    | 1-7     |
| 2002      | UEFA Intertoto Cup    | 1                | Lokeren            | 3–2  | 1–3    | 4-5     |
| 2003      | UEFA Intertoto Cup    | 1                | SV Pasching        | 2–1  | 0–1    | 2-2 (a) |
| 2004–05   | UEFA Champions League | Clasificatoria 1 | HB                 | 5–0  | 0–3    | 5-3     |
| 2004–05   | UEFA Champions League | Clasificatoria 2 | Wisla Kraków       | 2–8  | 0–3    | 2-11    |
| 2005      | UEFA Intertoto Cup    | 1                | Lombard-Papa       | 0–1  | 1–2    | 1-3     |
| 2006–07   | UEFA Cup              | Clasificatoria 1 | Artmedia Petržalka | 2–1  | 0–2    | 2-3     |
| 2008–09   | UEFA Cup              | Clasificatoria 1 | Spartak Trnava     | 1–0  | 2–2    | 3-2     |
| 2008–09   | UEFA Cup              | Clasificatoria 2 | Austria Vienna     | X    | 0–2    | 0-2     |
| 2009–10   | UEFA Champions League | Clasificatoria 1 | NK Maribor         | 0–0  | 1–3    | 1-3     |
| 2010–11   | UEFA Europa League    | Clasificatoria 2 | Baník Ostrava      | 0–6  | 0–0    | 0-6     |